# Вулиця Подільська (Чортків)
Вулиця Подільська — вулиця в місті Чорткові (Тернопільська область, Україна). Починається від вулиці Івана Хічія і продовжується вулицею Млинарською.

## Історія
Колишня вулиця Бурсацька, одна з найдавніших вулиць у Чорткові. Мала ще назву Базарної, бо в XVI-XVII століттях, приблизно там, де був магазин продтоварів № 19, технічний клуб сприяння обороні України та спеціалізована рембуддільниця, була площа, на якій проводили ярмарки. Бурсацькою називали вулицю в 1922 році, коли у приміщенні, в якому нині розташовується гуманітарно-педагогічний фаховий коледж, у його головному корпусі був гуртожиток («бурса») для учнів польської державної гімназії ім. Юліуша Словацького, яка діяла в будинку нинішньої загальноосвітньої школи № 2. Подільською вулиця стала в 1946 році, пізніше — проспектом Горєлова. Нині — знову вулиця Подільська.

## Транспорт
Маршрутні таксі № 5, 8.